# Chris Barton
Pour les articles homonymes, voir Barton.
Chris Barton, né le 7 juin 1988 à Sacramento, est un coureur cycliste américain.

## Biographie
En 2009, Chris Barton se révèle au niveau espoirs en terminant troisième de la première étape du Triptyque des Monts et Châteaux et de la neuvième étape du Tour de l'Avenir.
En 2010, il est recruté par l’équipe professionnelle BMC Racing. Avec cette équipe il participe au Tour d'Italie 2011 qu'il abandonne au cours de la cinquième étape.
En 2012, non conservé par BMC Racing, il rejoint Bissell.

## Palmarès
- 2008
  - 3e étape du Tour de Belize (contre-la-montre par équipes)
- 2013
  - 2e du championnat des États-Unis du contre-la-montre amateurs
- 2015
  - 3e étape de la Valley of the Sun Stage Race
  - 2e du Tour de Murrieta

## Résultats sur les grands tours

### Tour d'Italie
1 participation 
- 2011 : abandon (5e étape)

## Classements mondiaux
| Année            | 2008 | 2009 | 2010 | 2011 | 2012 |
| ---------------- | ---- | ---- | ---- | ---- | ---- |
| UCI America Tour | 300e |      |      |      | 433e |
| UCI Europe Tour  |      | 732e |      |      |      |
| UCI Oceania Tour | 66e  |      |      | 19e  |      |